# Lawrence A. Appley
Lawrence A. Appley est un spécialiste du management et théoricien des organisations américain, né le 22 avril 1904 à Nyack et mort le 4 avril 1997 à Hamilton. Il est connu pour ses travaux sur le management et l'organisation dont notamment sur le management de la qualité.

## Biographie
Lawrence A. Appley voit le jour en 1904 dans la ville de Nyack, dans l'état américain de New York. Il est le plus jeune de sa famille.
Il étudie à l'école Mount Herman dans le Massachusetts, où il ressort diplômé en 1923, avant d'être admis à l'université Wesleyenne de l'Ohio, où il finit un an plutôt ses études en étant diplômé en 1927.
Il commence une carrière à l'université Colgate en tant qu'instructeur pendant 3 ans, avant d'occuper des positions exécutives dans des entreprises.

## Carrière

### Début dans l'industrie
En 1930, Appley est directeur du personnel de Standard Oil. Dès 1934, il est directeur éducatif de la firme Socony-Vacuum Oil. Il occupe aussi par la suite d'autres fonctions exécutives dans les entreprises Vicks et Montgomery Ward. Il est aussi membre du conseil d'administration de ces entreprises et d'autres toutes aussi importantes.
De 1938 à 1941, en étant toujours en fonction chez Socony-Vacuum, il est conseiller pour la Commission du service civil des États-Unis et voyage souvent à Washington pour énoncer au gouvernement américain les différents problèmes du personnel.
Il est aussi consultant au Secrétaire à la Guerre des États-Unis où il est conseiller des civils et de la formation du personnel en 1941, et directeur du bureau de la War Manpower Commission à partir de 1946.

### Fin dans l'industrie
Il est président l'Association Américaine du Management de 1948 à 1968, et préside son conseil d'administration de 1968 en 1974. Appley aura tout au long de sa carrière servi au total dans le conseil d'administration de 35 entreprises, et aura passé 45 ans à soutenir le management de la qualité.

## Travaux et publications

### Travaux
Tout au long de sa carrière, il est auteur de nombreux livres sur le management, notamment sur les clés du succès et les valeurs du management selon lui.

### Publications
- (en) Lawrence A. Appley, Formula for Success, 1er novembre 1974, 160 p. (ISBN 0814453392)

## Distinctions
- Médaille Henry-Laurence-Gantt, 1936
- Medal for Merit, 1946